# Molenbeek (Sint-Niklaas)
De Molenbeek is een beek in het Belgische Waasland die stroomt door verschillende gemeenten. De beek vormt een deel van de noordelijke grens van de gemeente Sint-Niklaas met de gemeenten Sint-Gillis-Waas en Stekene. Hydrografisch behoort de Molenbeek tot het bekken van de Gentse Kanalen. 

## Geschiedenis
Vroeger ontsprong de Molenbeek ter hoogte van de terreinen waar nu het Romain De Vidtspark gesitueerd is. De straatnamen Dalstraat en Beekstraat verwijzen nog naar dit verleden. Tegenwoordig doorkruist de beek ingekokerd het gehele Sint-Niklase centrum van zuid naar noord. Deze komt aan de oppervlakte ten westen van de Plezantstraat, aan de noordrand van de stad.
In de toekomst krijgt een deel van de N70 een heraanleg. Hierbij wordt een gescheiden riolering aangelegd, met een buis voor afvalwater en een buis voor regenwater. De buis voor regenwater wordt aangesloten op de Ringgracht, die het verder brengt naar het nabijgelegen waterzuiveringsstation. Deze werken zorgen voor een verlichting van de ingekokerde Molenbeek, die zowel afval- als regenwater afvoert via het centrum van Sint-Niklaas.
Het stadsbestuur heeft plannen om de Molenbeek weer open te leggen in het toekomstig sport- en recreatiepark Puyenbeke, waar vroeger het Puyenbekestadion stond. Deze kaderen in het voornemen om een groene stadslob aan te leggen, genaamd Molenbeekvallei.

## Loop
De Molenbeek is in het zuiden van de stad, aan de Dommeldreef, verbonden met de Ringgracht. Vandaar loopt deze verder naar het noorden, eerst een kort stuk in open lucht en daarna ingekokerd. De Molenbeek komt terug boven in de Sint-Niklase deelgemeente Belsele, ten noorden van de Watermolenwijk en stroomt dan verder naar Sinaai, waar ze in de Stekense Vaart uitmondt.
Vanaf de Marktstraat ligt er een fietspad dat helemaal tot aan de monding leidt. De stad Sint-Niklaas plant een nieuw fietspad langs de beek tussen de Hoge Bokstraat en de Pijkedreef.

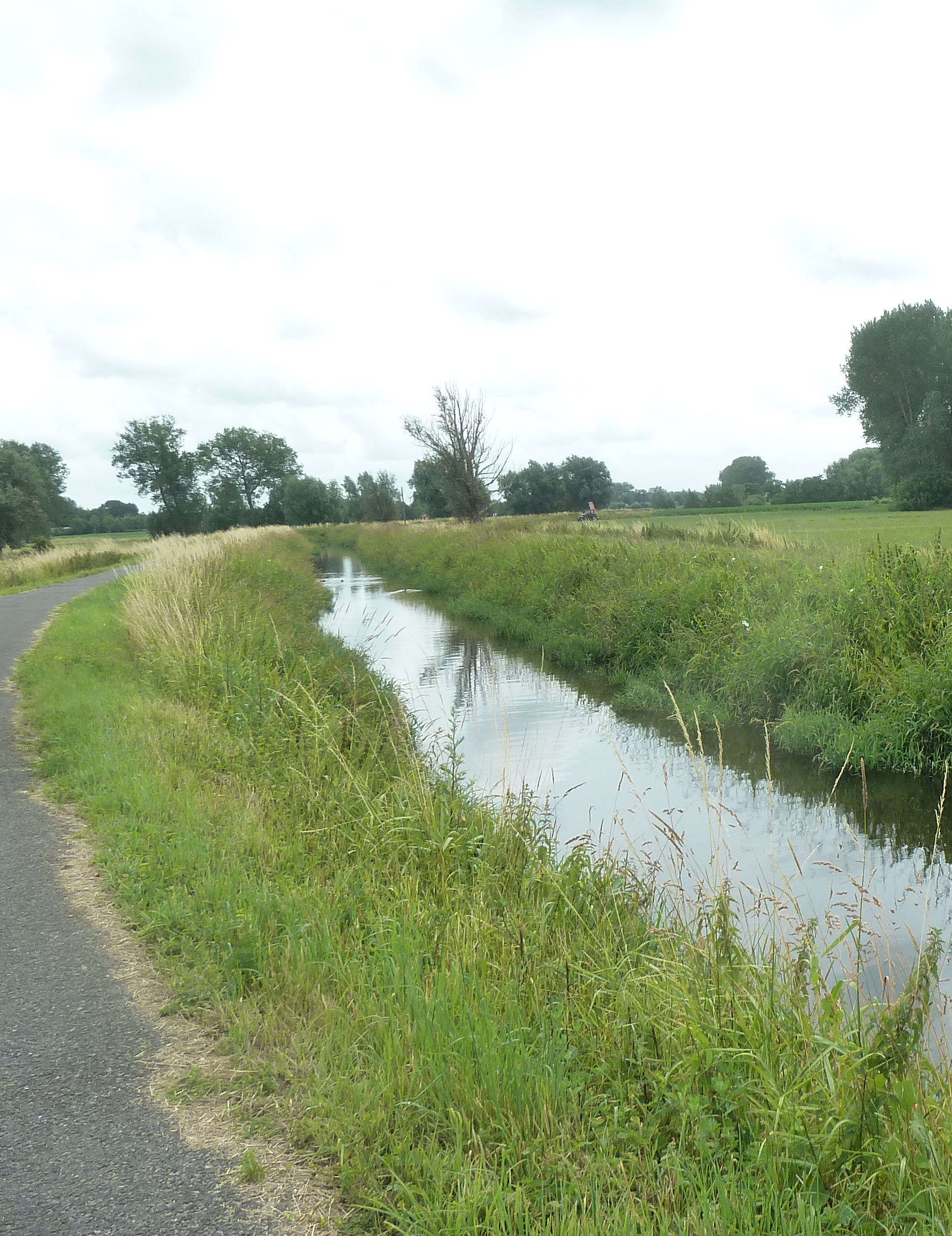
De Molenbeek

Kanalen: Moervaart · Stekense Vaart

Grachten: Ringgracht

Beken: Armentruienbeek · Barbierbeek · Belselebeek · Fondatiebeek · Grote Beek · Klapperbeek · Molenbeek · Ransbeek · Uilebeek